# Günter Bäumner
Günter Bäumner (* 18. Februar 1926 in Biedenkopf; † 12. September 2002) war ein deutscher Heimatforscher im Gebiet des Hessischen Hinterlandes.

## Leben
Günter Bäumner wurde als Sohn des Wilhelm Bäumner (1891–1972) und dessen Frau Lina (geb. Wagner, 1896–1976) geboren und wuchs in Biedenkopf auf.
Bäumner war von 1944 bis 1945 im Kriegsdienst. 1947 legte er sein Abitur ab. Von 1948 bis 1951 besuchte er das Pädagogische Institut Weilburg zwecks Ausbildung zum Lehrer. Im Anschluss war er von 1951 bis 1991 u. a. als Lehrer an der Stadtschule (Realschule) in Biedenkopf tätig.
1957 heiratete er Waltraud Riedesel und hatte mit ihr drei Kinder.

## Wirken
Bäumner war viele Jahre im Hinterländer Geschichtsverein aktiv, einem Zweigverein des Vereins für hessische Geschichte und Landeskunde (VHG) e. V. Kassel. 1951 trat er dem Hinterländer Geschichtsverein bei; 1954 nahm er dort das Amt des Schriftführers ein, das er über 30 Jahre bekleidete.
Im Verein war er Schriftleiter der Hinterländer Geschichtsblätter. Mitteilungen aus Geschichte und Heimatkunde. Vereinsblatt des Hinterländer Geschichtsvereins.
Zusammen mit der seit 1953 amtierenden Vorsitzenden Dr. Elsa Blöcher trug Bäumner entscheidend zum Neuaufbau des Vereins nach dem Krieg bei.
1985 wurde er in Nachfolge von Elsa Blöcher zum 1. Vorsitzenden gewählt. In seiner Amtszeit als Vorsitzender des Hinterländer Geschichtsvereins erweiterte er die Publikationsorgane des Vereins: Er war Herausgeber der eher geschichtswissenschaftlichen Buchreihe Beiträge zur Geschichte des Hinterlandes und der populärwissenschaftlichen Buchreihe Hinterländer Lesestube.
Bäumner war als Stadtrat, Ortsbeirats-Mitglied und Ortsvorsteher in Biedenkopf tätig.
1990 regte er die Einrichtung der Hinterländer Bibliothek im Rathaus der Stadt Biedenkopf an, um die geschichtliche Literatur des Hinterländer Geschichtsvereins der interessierten Öffentlichkeit zugänglich zu machen.
Im Januar 2002 legte Bäumner den Vorsitz des Hinterländer Geschichtsvereins nieder. Daraufhin wurde er zum Ehrenvorsitzenden des Vereins benannt.
Im Verein für hessische Geschichte und Landeskunde (VHG) e. V. Kassel gehörte Bäumner zuletzt einem der Beiräte des Hauptvorstandes an, dem Beratungsgremium für die Vergabe für Beihilfen. Angesichts der Verdienste Bäumners für den VHG wurde er im März 2002 zu deren Ehrenmitglied gewählt.
Wesentliches Anliegen Bäumners war es, Lokal- und Regional-Geschichte möglichst umfassend und vielseitig zu verbreiten. Ihm sind über 200 Aufsätze zu verdanken, die er u. a. in den Hinterländer Geschichtsblättern, in Heimat an Lahn und Dill, dem Biedenköpfer Bote, dem Gemeindebrief der evangelischen Kirchengemeinde Biedenkopf, im Hinterländer Anzeiger und in der Oberhessischen Presse veröffentlichte. Dabei erwies er sich stets sowohl als fachlich profunder Kenner als auch kompetent, in populärer Form seine Themen zu adressieren.
Bäumner veröffentlichte bereits 1956 in Buchform eine Darstellung des Grenzgangs in Biedenkopf, die 1986 in erweiterter und aktualisierter Form neu herausgegeben wurde. Bis heute ist dies die wissenschaftlich fundierteste und umfassendste Darstellung des für Biedenkopf zentralen Heimatfestes. Für seine Verdienste um die historische Erforschung des Grenzgangs wurde Günter Bäumner 1997 zum Ehrenmitglied des Grenzgangsvereins Biedenkopf gewählt.

## Ehrungen und Ehrenämter
- 1998 Verdienstkreuz am Bande des Verdienstordens der Bundesrepublik Deutschland[4]
- 2002 Ehrenvorsitzender des Hinterländer Geschichtsvereins[3]

## Werke (Auswahl)
Bäumner verfasste eine Reihe von heimatgeschichtlichen Publikationen über Biedenkopf und das Hessische Hinterland:
- Das Biedenkopfer Grenzgangsfest in seiner geschichtlichen Grundlage und Entwicklung. Biedenkopf 1956.
- Das Hinterland – einst eine bunte Trachtenlandschaft. In: Aktives Alter. Nr. 10, 1979.
- Schulbau in Biedenkopf vor 140 Jahren. In: Hinterländer Geschichtsblätter. 61. Jahrgang, Nr. 2, 1982.
- Grenzgang in Biedenkopf – Ursprung, Entwicklung und Ablauf des historischen Heimatfestes. 2. Auflage. 1986.
- Biedenkopf und seine Stadtteile: Bilder erzählen aus vergangenen Tagen. Hrsg.: Kreisausschuss des Landkreises Biedenkopf. Geiger, Horb am Neckar 1988, ISBN 3-89264-236-2.
- Skizzen aus dem Hinterland. In: Hinterländer Geschichtsblätter (= Geschichtsbeilage zum Hinterländer Anzeiger, Biedenkopf). Nr. 4, Dezember 1990, S. 51–53.
- Biedenkopf in alten Ansichten. Band 2. Europäische Bibliothek, Zaltbommel/Niederlande 1993.
- Nachruf auf Dr. Elsa Blöcher. In: Mitteilungen des Vereins für hessische Geschichte und Landeskunde. Nr. 31, August 1995, S. 24 ff. (vhghessen.de).
- Stadt Breidenstein: Chronik und Ortsbuch. Bearb. von Günther Bäumner und einer Arbeitsgruppe von Vereinschronisten unter der Leitung von Thomas Henkel. Hrsg.: Trachtentanz- und Brauchtumsgruppe der Stadt Breidenstein e. V. Trachtentanz- und Brauchtumsgruppe, Breidenstein 2010, ISBN 978-3-00-032219-8.
- Zur Geschichte von Stadt und Kreis Biedenkopf. Die heimatgeschichtlichen Beiträge von Günter Bäumner. In zwei Bänden. Hrsg.: Hinterländer Geschichtsverein e. V. Wetter 2021, ISBN 978-3-9822800-0-4. – Inhaltsverzeichnisse: Band 1, Band 2